# Paul Broccardo

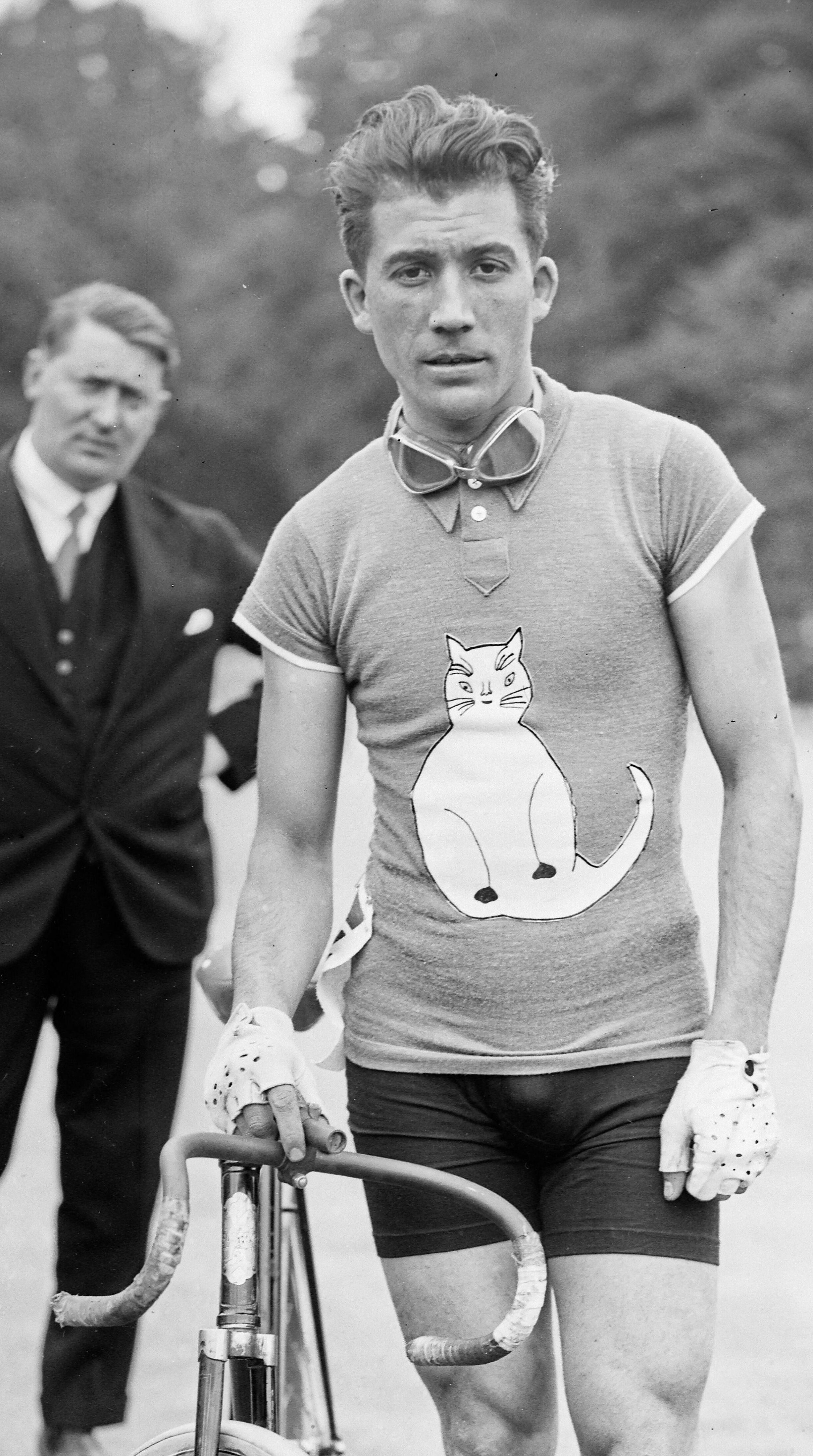
Paul Broccardo (1931)

Paul Broccardo (* 15. April 1902 in Murazzano; † 6. November 1987 in Apt) war ein französischer Radrennfahrer.
Paul Broccardo wurde in Italien geboren und nahm 1929 die französische Staatsbürgerschaft an. Er war Profi von 1920 bis 1935. Er begann als Straßenrennfahrer, wurde aber ab 1928 einer der erfolgreichsten Sechstagefahrer der damaligen Zeit. Er startete bei insgesamt 47, von denen er zehn gewann. 1932 gewann er gemeinsam mit Georges Wambst und 1934 mit Octave Dayen den Bahnwettbewerb Prix Dupré-Lapize in Paris.
Besonders erfolgreich war Broccardo gemeinsam mit seinem Landsmann Marcel Guimbretiere. Beide Fahrer wohnten in Hafenstädten, Broccardo in Nizza und Guimbretière in Les Sables-d’Olonne. Bezugnehmend darauf waren ihre Erkennungszeichen blau-weiß gestreifte Trikots und das damals populäre Lied „Les gars de la marine“ (dt. Fassung: „Das ist die Liebe der Matrosen“). Ihr letzter gemeinsamer Sieg war der in Paris 1935. Dreimal gewann Broccardo das Berliner Sechstagerennen, einmal mit Guimbretière, zweimal mit Oskar Tietz.